# Jacob M. Dickinson
Pour les articles homonymes, voir Dickinson.
Jacob McGavock Dickinson, né le 30 janvier 1851 à Columbus (Mississippi) et mort le 13 décembre 1928 à Nashville (Tennessee), est un homme politique américain. Membre du Parti démocrate, il est secrétaire à la Guerre entre 1909 et 1911 dans l'administration du président William Howard Taft.

## Biographie

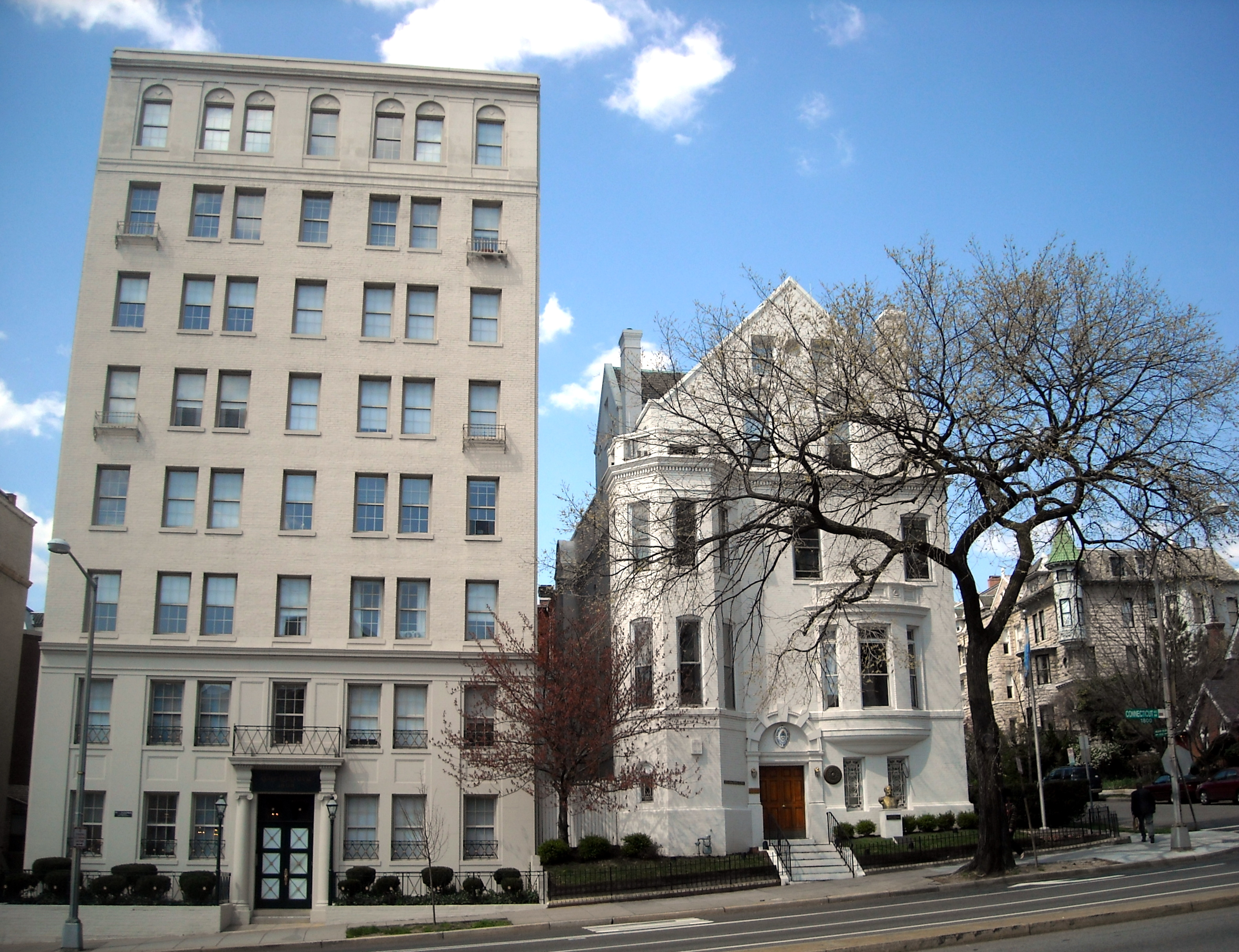
Ancienne maison (à droite) de Jacob M. Dickinson à Washington (district de Columbia).

## Source
- (en) Cet article est partiellement ou en totalité issu de l’article de Wikipédia en anglais intitulé « Jacob M. Dickinson » (voir la liste des auteurs).